# Elimia acuta
Elimia acuta är en snäckart som först beskrevs av I. Lea 1831.  Elimia acuta ingår i släktet Elimia och familjen Pleuroceridae. IUCN kategoriserar arten globalt som sårbar. Inga underarter finns listade i Catalogue of Life.